# Ариамн
Ариамн (др.-греч. Ἀριάμνης) — персидский сатрап Каппадокии, правивший в IV веке до н. э.
Ариамн был сыном Датамна. Правил он около полувека, и после его смерти власть в стране перешла к его сыну, Ариарату I, который стал первым независимым царём Каппадокии.